# Epsilon excavatus
Epsilon excavatus är en stekelart som först beskrevs av Borsato 1994.  Epsilon excavatus ingår i släktet Epsilon och familjen Eumenidae. Inga underarter finns listade i Catalogue of Life.